# Ctenotus helenae
Ctenotus helenae es una especie de lagarto del género Ctenotus, familia Scincidae, orden Squamata.

## Distribución
Se distribuye por Australia, en Territorio del Norte, Australia Meridional y Occidental.

## Taxonomía
Fue descrita por Storr en 1969.
Tratamiento taxonómico
La especie aparece registrada y publicada en The genus Ctenotus (Lacertilia: Scincidae) in the Eastern Division of Western Australia. J. Royal Soc. Western Australia 51: 97-109.